# Древняя история до Цезаря

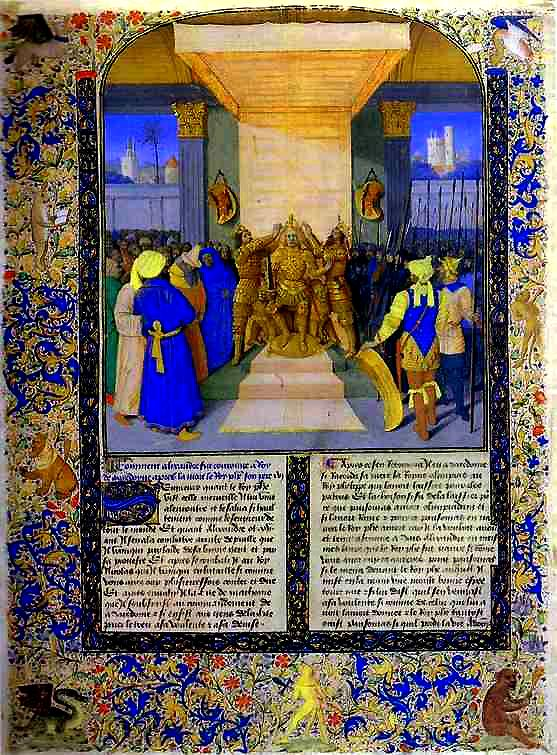
Жан Фуке. Коронация Александра Великого. Иллюстрация из копии книги XV века

«Древняя история до Цезаря» (фр. Histoire ancienne jusqu'à César) — средневековая компиляция по истории Древнего мира на старофранцузском языке. Составлена в XIII веке в Северной Франции.
«Древняя история» рассказывает о всемирной истории от Сотворения мира до Гая Юлия Цезаря, освещая, главным образом, события Троянской войны и историю Рима. Также содержит отрывки из Библии и других источников.
Будучи часто копируемой, что влекло за собой неминуемые изменения и искажения, «Древняя история» была основательно отредактирована в XIV веке в Италии. В эпоху Ренессанса пользовалась большой популярностью. В рукописях XIV—XV веков часто совмещалась с сочинением «Деяния римлян».

## Содержание
- Книга 1: От Сотворения Мира до смерти Иосифа.
- Книга 2: Ассирия и Греция.
- Книга 3: Фивы.
- Книга 4: Минотавр, амазонки, Геракл.
- Книга 5: Троя.
- Книга 6: Эней.
- Книга 7: История Рима до Помпея Великого; Мидийцы и персы; Юдифь и Эстер; Александр Великий.